# آبشار سالمون کریک
آبشار سالمون کریک (به انگلیسی: Salmon Creek Falls) آبشاری است که در جنگل ملی لس پادرس، شهرستان مونتری، ایالات متحده آمریکا واقع شده و ارتفاع کلی ریزشگاه آن 12 feet (3.7 متر) است.